# Black Doves
Production
Diffusion
Black Doves est une série télévisée britannique créée et écrite par Joe Barton et réalisée par Alex Gabassi et Lisa Gunning, et diffusée à partir du 5 décembre 2024 sur Netflix.
Ce thriller est une coproduction de Noisy Bear et Sister pour Netflix.

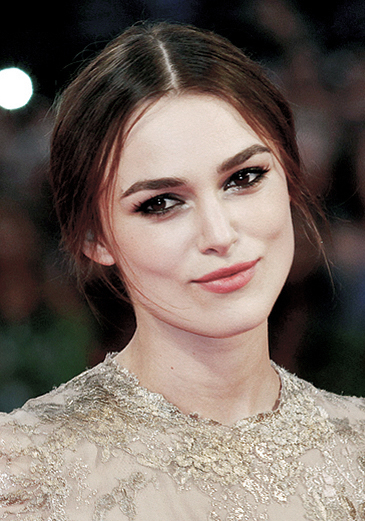
Keira Knightley.

## Synopsis
Helen, épouse du ministre britannique de la Défense, apprend que son identité secrète en tant que Black Dove est en danger après que son amant a été tué sur les quais de Londres. Ses employeurs, une organisation d'espionnage - récupérant des secrets industriels, politiques ou diplomatiques pour le plus offrant - envoient Sam, un vieil ami, pour la protéger.

## Épisodes
1. À l'amour, alors (To Love Then)
2. Une petite colombe noire (A Little Black Dove)
3. La nuit qui tombe (The Coming Night)
4. Ça va faire du bruit ! (Go Bang Time)
5. Le prix à payer (The Cost of It All)
6. Dans le froid de l'hiver (In the Bleak Midwinter)

## Distribution
- Keira Knightley (VF : Sybille Tureau) : Helen Webb
- Ben Whishaw (VF : Eilias Changuel) : Sam Young
- Sarah Lancashire (VF : Blanche Ravalec) : Reed
- Andrew Buchan (VF : Jean-Pascal Quilichini) : Wallace Webb
- Omari Douglas (en) (VF : Alex Fondja) : Michael
- Kathryn Hunter (VF : Frédérique Cantrel) : Lenny Lines
- Sam Troughton (VF : Jérémie Bédrune) : Stephen Yarrick
- Ella Lily Hyland (en) (VF : Julie Mouchel) : Williams, tueuse à gage
- Finn Bennett (en) (VF : Maxime Baudouin) : Cole Atwood
- Andrew Koji (VF : Arthur Khong) : Jason Davies
- Gabrielle Creevy (en) (VF : Valérie Bescht) : Eleanor, tueuse à gage
- Isabella Wei (en) (VF : Valérie Bachère) : Kai-Ming, fille de l'ambassadeur de Chine
- Adeel Akhtar (VF : Marc Saez) : le premier ministre Richard Eaves
- Ken Nwosu (en) (VF : Mike Fédée) : Bill, ministre
- Tracey Ullman : Alex Clark
- Angus Cooper (VF : Aurélien Raynal) : Trent Clark
- Luther Ford (en) (VF : Arthur Raynal) : Hector Newman
- Agnes O'Casey (en) (VF : Victoria Grosbois) : Dani, assistante de Wallace
- Tai Yin Chan : Wu Lin
- Dan Li (VF : Jean Rieffel) : Chang Hao
- Nathan Stewart-Jarrett (VF : Diouc Koma) : Zach, compagnon d'Arnie
- Adam Silver (VF : Romain Altché) : Arnie, compagnon de Zach
- Paapa Essiedu (VF : Baptiste Marc) : Elmore Fitch, tueur à gage
- Charlotte Rice-Foley (VF : Alix Nasse) : Jacqueline Webb
- Taylor Sullivan (VF : Cécile Gatto) : Oliver "Olly" Web
- Molly Chesworth (VF : Christèle Billault) : Marie, la nounou des enfants Webb
- Hannah Khalique-Brown : Maggie
- Thomas Coombes (VF : Benjamin Gasquet) : Phillip

 Source et légende : version française (VF) sur RS Doublage

## Production

### Genèse et développement
Le projet est annoncé par Netflix le 26 avril 2023,.
Netflix annonce alors que la série est écrite par Joe Barton et produite par lui via sa société de production Noisy Bear, aux côtés de la société de production Sister. Joe Barton et Keira Knightley sont producteurs exécutifs aux côtés de Jane Featherstone et de Chris Fry de Sister,.
Lors du Festival de télévision d'Édimbourg en août 2024, avant même la diffusion de la première saison, Netflix renouvelle la série pour une deuxième saison,.

### Attribution des rôles
Le rôle principal est dévolu d'entrée de jeu à Keira Knightley,.
En octobre 2023, Sarah Lancashire et Ben Whishaw rejoignent la distribution, de même qu'Andrew Buchan, Omari Douglas, Andrew Koji, Kathryn Hunter, Sam Troughton, Ella Lily Hyland, Adam Silver, Ken Nwosu et Gabrielle Creevy.
En mars 2024, Variety annonce qu'Adeel Akhtar, Tracey Ullman, Finn Bennett et Luther Ford rejoignent à leur tour la distribution de la série.

### Tournage
Le tournage de la série commence à Londres la semaine du 16 octobre 2023.

### Fiche technique
Sauf indication contraire, les informations mentionnées dans cette section peuvent être confirmées par la base de données cinématographiques IMDb,  présente dans la section « Liens externes ».
- Titre original : Black Doves
- Genre : Thriller
- Production : Joe Barton, Jane Featherstone et Chris Fry
- Sociétés de production : Noisy Bear et Sister
- Société de diffusion : Netflix
- Réalisation : Alex Gabassi et Lisa Gunning
- Scénario : Joe Barton
- Décors : Fiona Albrow, Elena Riccabona et Stefano Memoli
- Costumes : Ian Fulcher
- Photographie : Giulio Biccari et Mark Patten
- Son : Saoirse Christopherson
- Montage : Simon Brasse et Richard Graham
- Pays de production :  Royaume-Uni
- Langue originale : anglais
- Format : couleur
- Nombre de saisons : 1
- Nombre d'épisodes : 6
- Durée :
- Dates de première diffusion : 5 décembre 2024 sur Netflix[6],[9],[10]

## Accueil  critique
Pour Emilie Semiramoth, du site Allociné, « Knightley éblouit littéralement dans cette série, où elle enchaîne les scènes d'action avec une physicalité et un sang-froid qu'on ne lui connaissait pas […] Grâce à sa performance et une écriture fine, Black Doves s'élève clairement au rang des thrillers d'espionnage les plus réussis de ces dernières années. ».
Sur le site agrégateur de critiques Rotten Tomatoes, la série obtient un score de 93 % de critiques positives.
Sur Metacritic, la série reçoit un score de 78 % basé sur 30 critiques.
Le site IMDb lui attribue la note de 7,2⁄10.

## Distinctions

### Nominations
- Golden Globes 2025 :  Meilleure actrice dans une série télévisée dramatique pour Keira Knightley